# Čujský trakt

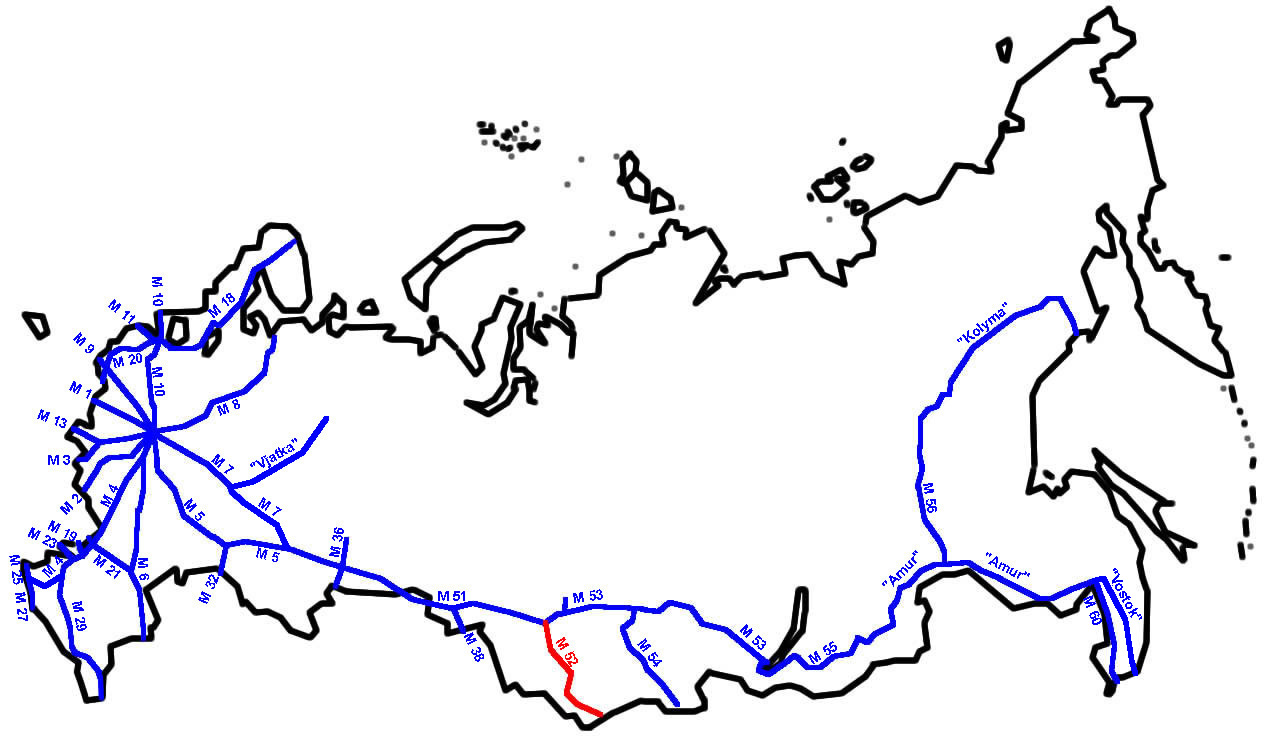
Čujský trakt v systému ruských federálních silnic (označen červeně)

Čujský trakt (rusky Чуйский тракт, plným názvem Магистральная федеральная автомобильная дорога М52 «Чуйский тракт») je silnice federálního významu v sibiřské části Ruské federace. Název „Čujský trakt“ je odvozen od řeky Čuji, podél jejíhož toku částečně vede, a od slova „trakt“ (тракт), které v ruštině tradičně označuje dálkovou silnici nebo poštovní cestu.

## Historie

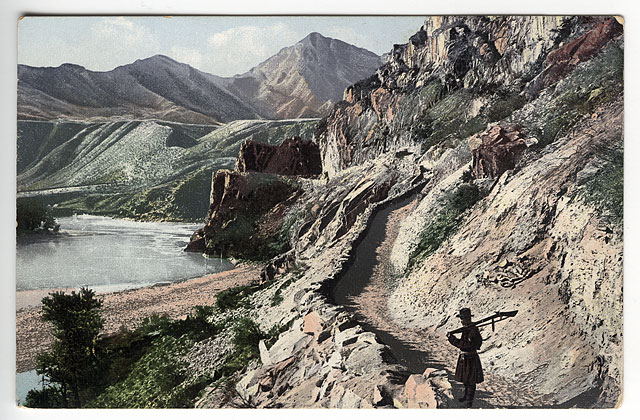
Čujský trakt před 1. světovou válkou

Po trase Čujského traktu vedla tzv. Mungalská cesta, dokumentovaná ve starých čínských kronikách. Po této cestě putovaly karavany obchodníků i vojenské oddíly.
Koncem 18. století začali do oblasti Čujské stepi pronikat ruští kupci, kteří zde roku 1801 založili sídlo Koš-Agač a začali zde obchodovat s Mongoly. V letech 1860 až 1890 bylo zvažováno několik variant silnice, která by nahradila starou obchodní cestu. Stavba Čujského traktu pak byla zahájena roku 1901.
Za dob Sovětského svazu na stavbě pracovali za velmi těžkých podmínek především vězni ze sovětských trestních táborů v rámci programu 1. pětiletky. Kvalita silnice se postupně zlepšovala a Čujský trakt byl uveden do provozu 1. ledna 1935

## Trasa

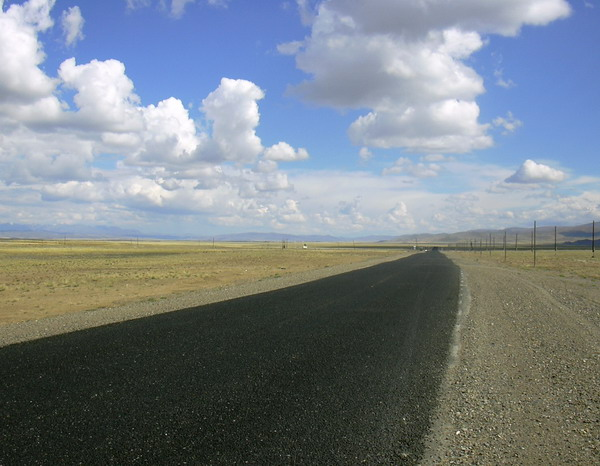
Čujský trakt v Čujské stepi, Koš-Agačský okres Republiky Altaj

Čujský trakt vede z města Novosibirsk jihovýchodním směrem přes Novoaltajsk, Bijsk a Tašantu na hranici Ruska s Mongolskem. Protíná tři subjekty Ruské federace – Novosibirskou oblast, Altajský kraj a Republiku Altaj. Podél trasy se nacházejí tato významnější sídla:
0 km — Novosibirsk
37 km — Berdsk
52 km — Iskitim
99 km — Čerepanovo
Altajský kraj
151 km — Talmenka
217 km — Novoaltajsk (odbočka do Barnaulu — 12 km)
290 km — Troickoje
364 km — Bijsk
Republika Altaj
453 km — Majma (odbočka do Gorno-Altajsku — 5 km)
511 km — Usť-Sjoma
530 km — Čerga
564 km — Šebalino
Seminský průsmyk
629 km — Tuekta
652 km — Ongudaj
722 km — Iňa
803 km — Čibit
911 km — Koš-Agač
961 km — Tašanta
Do 420. kilometru je povrch silnice asfaltobetonový s šířkou průjezdné části 7 metrů. Následuje štěrkový podklad zpevněný cementem s šířkou průjezdné části 6 metrů. Čujský trakt prochází nížinou, podhůřím a horami. Od Novosibirsku do Bijsku jde podél pravého břehu Obu a protíná Bijsko-čumyšskou vrchovinu. Po vstupu na území Republiky Altaj jde jeho trasa přes horské hřbety Čeginský, Seminský a další.